# Guillermo Patricio Vera Soto
Guillermo Patricio Vera Soto (ur. 7 czerwca 1958 w Isla de Maipo) – chilijski duchowny rzymskokatolicki, w latach 2014–2021 biskup Iquique, biskup Rancagua od 2021.

## Życiorys
Święcenia kapłańskie przyjął 12 czerwca 1982. Początkowo inkardynowany do archidiecezji Santiago de Chile, od 1991 był kapłanem diecezji Melipilla. Pracował w nich przede wszystkim jako duszpasterz parafialny (był m.in. proboszczem katedry w Melipilli).
10 kwietnia 2003 otrzymał nominację na prałata terytorialnego Calamy. Sakry biskupiej udzielił mu 31 maja 2003 ówczesny arcybiskup Antofagasty, Patricio Infante Alfonso. Po podniesieniu 20 lutego 2010 prałatury do rangi diecezji został jej pierwszym biskupem rezydencjalnym.
22 lutego 2014 został prekonizowany biskupem Iquique. Ingres odbył się 29 marca 2014.
8 czerwca 2021 został prekonizowany biskup Rancagua. Ingres odbył 23 lipca 2021.